# Катедрала Светог Николаја (Љубљана)
Катедрала Светог Николаја или Љубљанска столница се налази се у центру Љубљане и служи као главна црква-столница католика, где богослужења врши љубљански надшкоф (надбискуп). Црква је посвећена Светом Николају, заштитнику рибара и осталих морепловаца.

## Историја
Столница стоји на месту где су и прије биле претходнице данашње цркве. Први пут се помиње 1262. као тровродска романска базилика, која је изгорела у пожару 1361. године. Нова црква је била изграђена у готском стилу. Године 1461. установљена је љубљанска шкофија (бискупија) и од тада црква носи назив љубљанске столнице. Поновно је изгорила у пожару 1469, а 1701. је потпуно срушена, да би се изградила нова која носи и данашњи облик у стилу барока. Изградњу су поверили римском архитекти и језуиту Андери Поцу.
Посвећена је 8. маја 1707. године. Столницу су израдили углавном таљански вајари као и оближњу Робову фонтану. За време посете папе Јована Павла II, вајар Мирсад Бегић направио је уливена странска врата са киповима шесторо љубљанских бискупа.